# Edessena
Edessena é um gênero de traça pertencente à família Arctiidae.